# Leo Mainoldi
Leonardo "Leo" Andrés Mainoldi (Cañada de Gómez, 4 de março de 1985) é um basquetebolista argentino que atualmente joga pelo Gimnasia Indalo disputando a Liga Nacional de Básquet. O atleta possui 2,05m atua na posição Ala-pivô. Fez parte do selecionado argentino que conquistou a vaga para o torneio olímpico de basquetebol dos Jogos Olímpicos de Verão de 2016 no Rio de Janeiro.